# Ocybadistes ardea
Ocybadistes ardea är en fjärilsart som beskrevs av George Thomas Bethune-Baker 1906. Ocybadistes ardea ingår i släktet Ocybadistes och familjen tjockhuvuden. Inga underarter finns listade i Catalogue of Life.

## Bildgalleri

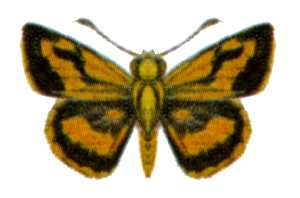
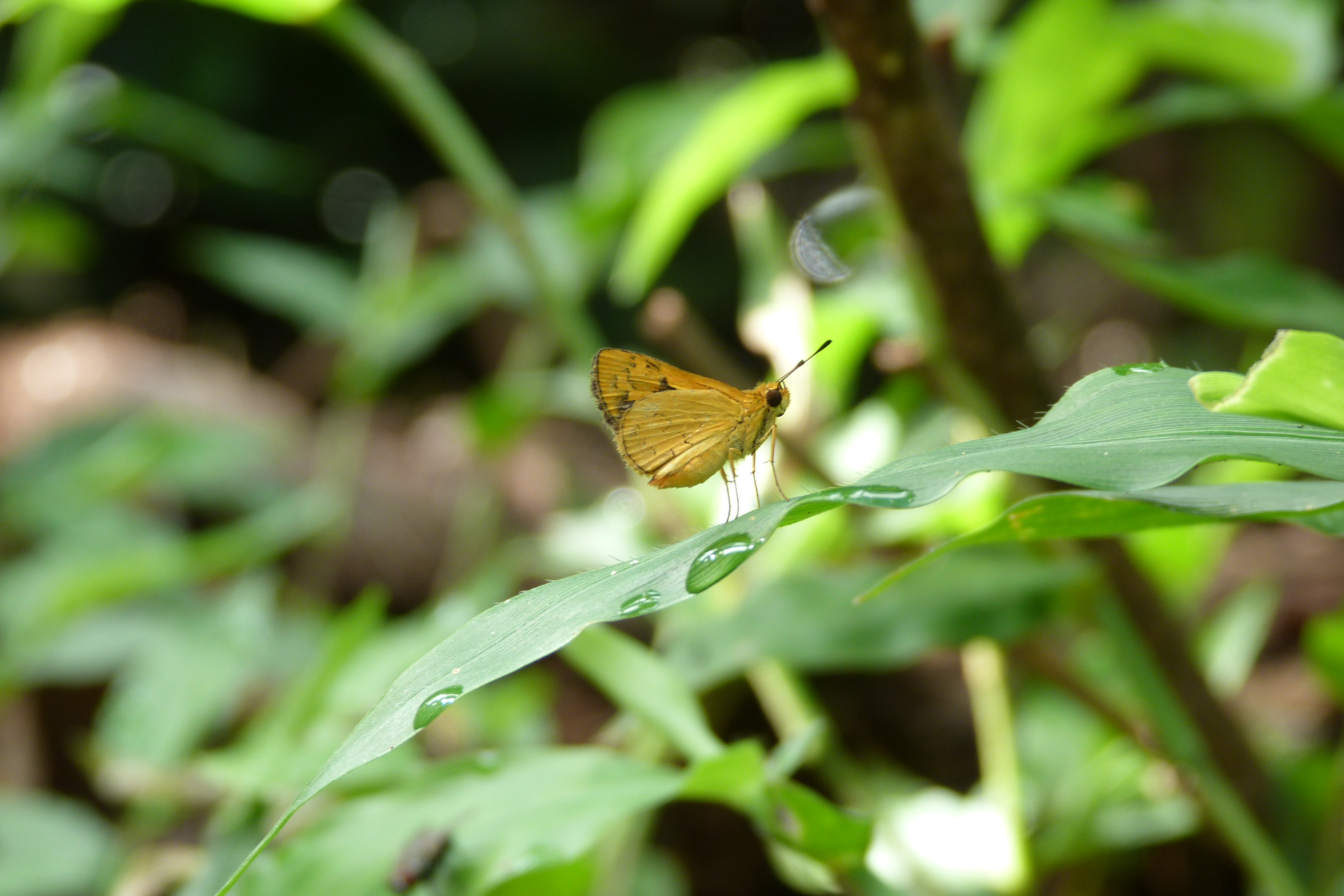